# 趙顕龍
趙 顕龍（チョ・ヒョルリョン、朝鮮語: 조현룡/趙顯龍、1945年12月30日 - ）は、大韓民国の政治家。慶尚南道咸安郡出身。チョ・ヒョニョン（漢字同、조현용）とも表記される。
第19代韓国国会議員を務めたが、任期満了の約7か月前に贈収賄などにより懲役5年を含む有罪判決を受けて失職した。

## 学歴
- 1958年 玩月国民学校卒業
- 1961年 海雲中学校卒業
- 1964年 馬山高等学校卒業

### 非学位修了
- 2000年 慶熙大学校行政大学院高位政策課程修了

## 経歴
- 建設交通部、行政官
- 1990年：国土海洋部都市交通運営課課長
- 1999年：建設交通部釜山航空庁長
- 2002年：韓国高速鉄道建設公団副理事長
- 2004年：韓国鉄道施設公団常任顧問
- 全国貨物自動車共済組合理事長
- 韓国鉄道協会会長
- 2008年8月〜2011年8月：韓国鉄道施設公団理事長
- 2012年5月〜2015年11月：第19代総選挙で当選し、国会議員（慶南宜寧郡・咸安郡・陜川郡/セヌリ党）
- 2012年5月：国会国土海洋委員会委員
- 2012年7月：第19代国会予算決算特別委員会の委員
- 〜2013年7月：セヌリ党慶尚南道あたり委員長
- 2013年4月：第19代国会国土交通委員会委員
- 2014年6月〜2015年11月：第19代国会後半企画財政委員会委員
- 2014年8月21日：2011年に鉄道施設公団理事長を退任した後、同年12月に鉄道部品メーカーから1億ウォンを受け取り、国会議員当選後に更に6千万ウォンを受け取った疑いで拘束された[4][5]。
- 2015年11月27日：贈収賄と政治資金法違反の容疑により、大法院から懲役5年、罰金6000万ウォン、追徴金1億6000万ウォンの原審の確定を宣告された。これにより国会議員職を喪失した[4]。

## 賞勲
- 1999年、大統領表彰
- 1994年、政府緑條勤政褒章
- 1984年、政府勤政褒章

## ウェブリンク
- 조현룡 홈페이지
- 조현룡 블로그